# Маргарета Австрийска (1536 – 1566)
Вижте пояснителната страница за други личности с името Маргарета Австрийска.
Маргарета Австрийска (на немски: Margarethe von Österreich; * 16 февруари 1536, Инсбрук; † 12 март 1567, Хал ин Тирол) от род Хабсбурги, е ерцхерцогиня на Австрия и съоснователка и монахиня в женския манастир в Хал ин Тирол.

## Живот
Дъщеря е на император Фердинанд I (1503 – 1564) и съпругата му Анна Ягелонина (1503 – 1547), дъщеря на крал Владислав II от Бохемия и Унгария. Сестра е на император Максимилиан II (1527 – 1576).
Заплануваната женитба през 1550 г. за бъдещия крал Филип II Испански се проваля.
Заедно с нейните сестри Магдалена и Хелена тя основава кралския женски манастир в Хал. Една година след влизането ѝ в манастира тя умира през 1567 г.